# Chemnitzer Fußballclub 1998-1999
Questa voce raccoglie le informazioni riguardanti il Chemnitzer Fußballclub nelle competizioni ufficiali della stagione 1998-1999.

## Stagione
Nella stagione 1998-1999 il Chemnitz, allenato da Christoph Franke, concluse il campionato di Regionalliga nordest al 1º posto, vinse gli spareggi promozione con l'Osnabrück e fu promosso in 2. Bundesliga. In Coppa di Germania il Chemnitz fu eliminato al primo turno dal Friburgo.

## Rosa
| N. |                     | Ruolo | Calciatore         |
| -- | ------------------- | ----- | ------------------ |
| 1  | Bulgaria (bandiera) | P     | Antonio Ananiev    |
| 2  | Germania (bandiera) | D     | Jan Schmidt        |
| 3  | Germania (bandiera) | D     | Thomas Laudeley    |
| 4  | Germania (bandiera) | C     | Lutz Wienhold      |
| 6  | Germania (bandiera) | C     | Alexander Tetzner  |
| 8  | Germania (bandiera) | A     | Mirko Ullmann      |
| 9  | Germania (bandiera) | C     | Jörg Schmidt       |
| 10 | Germania (bandiera) | C     | Kay-Uwe Jendrossek |
| 11 | Germania (bandiera) | D     | Ulf Mehlhorn       |
| 12 | Germania (bandiera) | P     | Daniel Fröhlich    |
| 13 | Germania (bandiera) | C     | Hendrik Liebers    |

| N. |                     | Ruolo | Calciatore         |
| -- | ------------------- | ----- | ------------------ |
| 14 | Germania (bandiera) | A     | Ronny Kujat        |
| 15 | Germania (bandiera) | C     | Jens König         |
| 16 | Germania (bandiera) | A     | Danilo Kunze       |
| 19 | Germania (bandiera) | D     | Marco Franke       |
| 20 | Germania (bandiera) | P     | Steffen Süßner     |
|    | Germania (bandiera) | D     | Torsten Bittermann |
|    | Germania (bandiera) | D     | Jano Hennig        |
|    | Germania (bandiera) | C     | Sven Köhler        |
|    | Germania (bandiera) | C     | André Krasselt     |
|    | Germania (bandiera) | C     | Tino Wächtler      |
|    | Croazia (bandiera)  | A     | Hrvoje Erceg       |

## Organigramma societario
Area tecnica
- Allenatore: Christoph Franke
- Allenatore in seconda:
- Preparatore dei portieri:
- Preparatori atletici:
- Analisi video:

## Calciomercato

### Sessione estiva
| Acquisti | Acquisti        | Acquisti          | Acquisti |
| R.       | Nome            | da                | Modalità |
| -------- | --------------- | ----------------- | -------- |
| P        | Antonio Ananiev | Lokomotive Lipsia |          |
| P        | Daniel Fröhlich | Sachsen Lipsia    |          |
| A        | Ronny Kujat     | Lokomotive Lipsia |          |
| D        | Ulf Mehlhorn    | Lokomotive Lipsia |          |
| D        | Jan Schmidt     | Dinamo Dresda     |          |

| Cessioni | Cessioni       | Cessioni       | Cessioni |
| R.       | Nome           | a              | Modalità |
| -------- | -------------- | -------------- | -------- |
| C        | Richard Culek  | Slovan Liberec |          |
| A        | Holger Lischke | Sachsen Lipsia |          |

## Risultati

### Regionalliga nordest

#### Girone di andata
| Arbitro: | Melms |

|  |           |                       |
|  | Marcatori | 59’ Schmidt 82’ Kunze |

| Arbitro: | Weise |

|                                               |           |                                         |
| Kunze 20’ (rig.), 51’ Schmidt 28’ Ullmann 74’ | Marcatori | 22’ Dittgen 67’ Bordas 77’ (rig.) Lazic |

| Plauen 15 agosto 1998, ore 14:00 CEST 3ª giornata | Plauen | 0 – 0 referto | Chemnitz | Vogtlandstadion (3 700 spett.)\| Arbitro: \| Kruse \| |
| Arbitro:                                          | Kruse  |               |          |                                                       |

| Arbitro: | Sather |

|                                    |           |  |
| Mehlhorn 18’ Ullmann 42’ Kunze 65’ | Marcatori |  |

| Stendal 23 agosto 1998, ore 14:00 CEST 5ª giornata | Lok Stendal | 0 – 0 referto | Chemnitz | Wilhelm-Helfers-Kampfbahn (1 548 spett.)\| Arbitro: \| Kiefer \| |
| Arbitro:                                           | Kiefer      |               |          |                                                                  |

| Arbitro: | Köpp |

|             |           |            |
| Liebers 36’ | Marcatori | 15’ Helbig |

| Arbitro: | Binkowski |

|             |           |  |
| Tomoski 54’ | Marcatori |  |

| Arbitro: | Fleske |

|                       |           |           |
| Kunze 25’ Schmidt 87’ | Marcatori | 76’ Höche |

| Eisenhüttenstadt 26 settembre 1998, ore 14:00 CEST 9ª giornata | Eisenhüttenstädter Stahl | 0 – 0 referto | Chemnitz | Sportanlage der Hüttenwerker (360 spett.)\| Arbitro: \| Scheibel \| |
| Arbitro:                                                       | Scheibel                 |               |          |                                                                     |

| Arbitro: | Bley |

|                      |           |  |
| Tetzner 5’ Kunze 41’ | Marcatori |  |

| Arbitro: | Wendorf |

|                        |           |            |
| Hanke 20’ Gütschow 90’ | Marcatori | 5’ Schmidt |

| Arbitro: | Robel |

|             |           |              |
| Ullmann 84’ | Marcatori | 30’ Krznaric |

| Arbitro: | Seeger |

|             |           |  |
| Schmidt 56’ | Marcatori |  |

| Arbitro: | Dittrich |

|  |           |             |
|  | Marcatori | 32’ Tetzner |

| Chemnitz 21 novembre 1998, ore 14:00 CET 15ª giornata | Chemnitz | 0 – 0 referto | Carl Zeiss Jena | Stadion an der Gellertstraße (2 650 spett.)\| Arbitro: \| Fröhlich \| |
| Arbitro:                                              | Fröhlich |               |                 |                                                                       |

| Zwickau 5 dicembre 1998, ore 14:00 CET 16ª giornata | Zwickau | 0 – 0 referto | Chemnitz | Westsachsenstadion (3 957 spett.)\| Arbitro: \| Fleske \| |
| Arbitro:                                            | Fleske  |               |          |                                                           |

| Arbitro: | Cyrklaff |

|                                 |           |  |
| Kunze 15’ Tetzner 67’ Kujat 77’ | Marcatori |  |

#### Girone di ritorno
| Arbitro: | Scheibel |

|                                       |           |  |
| Mehlhorn 49’, 61’ König 74’ Kujat 85’ | Marcatori |  |

| Arbitro: | Blumenstein |

|                        |           |  |
| Edmond 45’ Seifert 55’ | Marcatori |  |

| Arbitro: | Sather |

|                                        |           |  |
| Ullmann 28’, 80’ Kunze 59’ Tetzner 65’ | Marcatori |  |

| Arbitro: | Weise |

|  |           |                                               |
|  | Marcatori | 9’, 39’ Ullmann 19’ Jendrossek 59’ Bittermann |

| Arbitro: | Voigt |

|                                              |           |  |
| Kujat 18’ Mehlhorn 45’ Kunze 64’ Ullmann 86’ | Marcatori |  |

| Arbitro: | Melms |

|               |           |                            |
| Schönberg 44’ | Marcatori | 15’ Bittermann 66’ Tetzner |

| Arbitro: | Koop |

|                        |           |  |
| Köhler 38’ Tetzner 50’ | Marcatori |  |

| Arbitro: | Häcker |

|  |           |             |
|  | Marcatori | 65’ Schmidt |

| Arbitro: | Ruzik |

|                                         |           |  |
| Wienhold 36’ Ullmann 39’ Bittermann 42’ | Marcatori |  |

| Arbitro: | Sturm |

|  |           |                       |
|  | Marcatori | 60’ Kujat 84’ Schmidt |

| Arbitro: | Binkowski |

|          |           |  |
| Kunze 2’ | Marcatori |  |

| Arbitro: | Weise |

|  |           |                       |
|  | Marcatori | 60’ König 79’ Liebers |

| Arbitro: | Keßler |

|  |           |            |
|  | Marcatori | 5’ Schmidt |

| Arbitro: | Koop |

|                            |           |  |
| Jendrossek 16’ Schmidt 59’ | Marcatori |  |

| Jena 5 maggio 1999, ore 18:00 CEST 32ª giornata | Carl Zeiss Jena | 0 – 0 referto | Chemnitz | Ernst-Abbe-Sportfeld (3 136 spett.)\| Arbitro: \| Wendorf \| |
| Arbitro:                                        | Wendorf         |               |          |                                                              |

| Arbitro: | Heynemann |

|                                 |           |  |
| Ullmann 30’, 87’ Kujat 36’, 39’ | Marcatori |  |

| Arbitro: | Reck |

|  |           |                            |
|  | Marcatori | 52’ Liebers 57’ Bittermann |

### Spareggio promozione intergirone
| Arbitro: | Fandel |

|                        |           |  |
| Przondziono 34’ (rig.) | Marcatori |  |

| Arbitro: | Wack |

|                     |           |  |
| Kunze 55’ Kujat 74’ | Marcatori |  |

### Coppa di Germania
| Arbitro: | Kemmling |

|              |           |                   |
| Mehlhorn 31’ | Marcatori | 1’, 38’ Weißhaupt |

## Statistiche

### Statistiche di squadra
| Competizione                     | Punti | In casa | In casa | In casa | In casa | In casa | In casa | In trasferta | In trasferta | In trasferta | In trasferta | In trasferta | In trasferta | Totale | Totale | Totale | Totale | Totale | Totale | DR  |
| Competizione                     | Punti | G       | V       | N       | P       | Gf      | Gs      | G            | V            | N            | P            | Gf           | Gs           | G      | V      | N      | P      | Gf     | Gs     | DR  |
| -------------------------------- | ----- | ------- | ------- | ------- | ------- | ------- | ------- | ------------ | ------------ | ------------ | ------------ | ------------ | ------------ | ------ | ------ | ------ | ------ | ------ | ------ | --- |
| Regionalliga nordest             | 77    | 17      | 14      | 3       | 0       | 41      | 6       | 17           | 9            | 5            | 3            | 18           | 6            | 34     | 23     | 8      | 3      | 59     | 12     | +47 |
| Spareggio promozione intergirone | -     | 1       | 1       | 0       | 0       | 2       | 0       | 1            | 0            | 0            | 1            | 0            | 1            | 2      | 1      | 0      | 1      | 2      | 1      | +1  |
| Coppa di Germania                | -     | 1       | 0       | 0       | 1       | 1       | 2       | 0            | 0            | 0            | 0            | 0            | 0            | 1      | 0      | 0      | 1      | 1      | 2      | -1  |
| Totale                           | 77    | 19      | 15      | 3       | 1       | 44      | 8       | 18           | 9            | 5            | 4            | 18           | 7            | 37     | 24     | 8      | 5      | 62     | 15     | +47 |

### Andamento in campionato
| Giornata  | 1 | 2 | 3 | 4 | 5 | 6 | 7 | 8 | 9 | 10 | 11 | 12 | 13 | 14 | 15 | 16 | 17 | 18 | 19 | 20 | 21 | 22 | 23 | 24 | 25 | 26 | 27 | 28 | 29 | 30 | 31 | 32 | 33 | 34 |
| --------- | - | - | - | - | - | - | - | - | - | -- | -- | -- | -- | -- | -- | -- | -- | -- | -- | -- | -- | -- | -- | -- | -- | -- | -- | -- | -- | -- | -- | -- | -- | -- |
| Luogo     | T | C | T | C | T | C | T | C | T | C  | T  | C  | C  | T  | C  | T  | C  | C  | T  | C  | T  | C  | T  | C  | T  | C  | T  | C  | T  | T  | C  | T  | C  | T  |
| Risultato | V | V | N | V | N | N | P | V | N | V  | P  | N  | V  | V  | N  | N  | V  | V  | P  | V  | V  | V  | V  | V  | V  | V  | V  | V  | V  | V  | V  | N  | V  | V  |
| Posizione | 1 | 1 | 1 | 1 | 1 | 2 | 6 | 4 | 4 | 3  | 5  | 6  | 6  | 4  | 4  | 5  | 5  | 4  | 6  | 6  | 4  | 1  | 1  | 1  | 1  | 1  | 1  | 1  | 1  | 1  | 1  | 1  | 1  | 1  |

Legenda:

Luogo: C = Casa; T = Trasferta. Risultato: V = Vittoria; N = Pareggio; P = Sconfitta.

### Statistiche dei giocatori
| Giocatore     | Regionalliga | Regionalliga | Regionalliga | Regionalliga | Spareggio | Spareggio | Spareggio   | Spareggio  | Coppa di Germania | Coppa di Germania | Coppa di Germania | Coppa di Germania | Totale   | Totale | Totale      | Totale     |
| Giocatore     | Presenze     | Reti         | Ammonizioni  | Espulsioni   | Presenze  | Reti      | Ammonizioni | Espulsioni | Presenze          | Reti              | Ammonizioni       | Espulsioni        | Presenze | Reti   | Ammonizioni | Espulsioni |
| ------------- | ------------ | ------------ | ------------ | ------------ | --------- | --------- | ----------- | ---------- | ----------------- | ----------------- | ----------------- | ----------------- | -------- | ------ | ----------- | ---------- |
| A. Ananiev    | 14           | 0            | 0            | 0            | 2         | 0         | 0           | 0          | 0                 | 0                 | 0                 | 0                 | 16       | 0      | 0           | 0          |
| T. Bittermann | 27           | 4            | 5            | 0            | 2         | 0         | 0           | 0          | 1                 | 0                 | 0                 | 0                 | 30       | 4      | 5           | 0          |
| H. Erceg      | 13           | 0            | 2            | 0            | 0         | 0         | 0           | 0          | 1                 | 0                 | 0                 | 0                 | 14       | 0      | 2           | 0          |
| M. Franke     | 1            | 0            | 0            | 0            | 0         | 0         | 0           | 0          | 1                 | 0                 | 0                 | 0                 | 2        | 0      | 0           | 0          |
| D. Fröhlich   | 21           | 0            | 1            | 0            | 0         | 0         | 0           | 0          | 1                 | 0                 | 0                 | 0                 | 22       | 0      | 1           | 0          |
| J. Hennig     | 0            | 0            | 0            | 0            | 0         | 0         | 0           | 0          | 0                 | 0                 | 0                 | 0                 | 0        | 0      | 0           | 0          |
| K. Jendrossek | 26           | 2            | 2            | 0            | 2         | 0         | 0           | 0          | 0                 | 0                 | 0                 | 0                 | 28       | 2      | 2           | 0          |
| A. Krasselt   | 0            | 0            | 0            | 0            | 0         | 0         | 0           | 0          | 0                 | 0                 | 0                 | 0                 | 0        | 0      | 0           | 0          |
| R. Kujat      | 27           | 6            | 1            | 0            | 2         | 1         | 1           | 0          | 1                 | 0                 | 0                 | 0                 | 30       | 7      | 2           | 0          |
| D. Kunze      | 30           | 10           | 0            | 0            | 2         | 1         | 1           | 0          | 1                 | 0                 | 0                 | 0                 | 33       | 11     | 1           | 0          |
| S. Köhler     | 33           | 1            | 6            | 1            | 2         | 0         | 0           | 0          | 1                 | 0                 | 0                 | 0                 | 36       | 1      | 6           | 1          |
| J. König      | 26           | 2            | 8            | 0            | 2         | 0         | 1           | 0          | 1                 | 0                 | 0                 | 0                 | 29       | 2      | 9           | 0          |
| T. Laudeley   | 33           | 0            | 3            | 0            | 2         | 0         | 0           | 0          | 0                 | 0                 | 0                 | 0                 | 35       | 0      | 3           | 0          |
| H. Liebers    | 25           | 3            | 8            | 0            | 2         | 0         | 0           | 0          | 0                 | 0                 | 0                 | 0                 | 27       | 3      | 8           | 0          |
| U. Mehlhorn   | 34           | 4            | 4            | 0            | 2         | 0         | 0           | 0          | 1                 | 1                 | 1                 | 0                 | 37       | 5      | 5           | 0          |
| J. Schmidt    | 30           | 6            | 6            | 0            | 2         | 0         | 0           | 0          | 1                 | 0                 | 0                 | 0                 | 33       | 6      | 6           | 0          |
| J. Schmidt    | 30           | 3            | 12           | 0            | 2         | 0         | 1           | 0          | 1                 | 0                 | 1                 | 0                 | 33       | 3      | 14          | 0          |
| S. Süßner     | 0            | 0            | 0            | 0            | 0         | 0         | 0           | 0          | 0                 | 0                 | 0                 | 0                 | 0        | 0      | 0           | 0          |
| A. Tetzner    | 29           | 6            | 4            | 0            | 2         | 0         | 1           | 0          | 1                 | 0                 | 0                 | 0                 | 32       | 6      | 5           | 0          |
| M. Ullmann    | 33           | 11           | 2            | 0            | 0         | 0         | 0           | 0          | 1                 | 0                 | 0                 | 0                 | 34       | 11     | 2           | 0          |
| L. Wienhold   | 25           | 1            | 3            | 1            | 2         | 0         | 0           | 0          | 1                 | 0                 | 0                 | 0                 | 28       | 1      | 3           | 1          |
| T. Wächtler   | 6            | 0            | 1            | 0            | 0         | 0         | 0           | 0          | 0                 | 0                 | 0                 | 0                 | 6        | 0      | 1           | 0          |